# Sket Dance
Sket Dance (スケット・ダンス?), estilizado como SKET DANCE, es una serie de manga escrita e ilustrada por Kenta Shinohara. Es publicado en la revista Shōnen Jump de la editorial Shūeisha desde julio de 2007, siendo recopilado hasta el 2013 en 32 volúmenes. Fue el ganador del 55.º Premio Shōgakukan en la categoría shōnen. Se ha adaptado en dos CD drama. y a una serie de anime producida por Tatsunoko y emitida por TV Tokyo entre abril de 2011 a septiembre de 2012 con 77 episodios.
La serie se centra en tres jóvenes de preparatoria que están en un club llamado Sket Dan (スケット団 Suketto dan?, Grupo Sket), y que ayudan a cualquiera persona, por más ridículas que sea sus peticiones.

## Argumento
Sket Dance cuenta las aventuras del «Sket-Dan» de la Academia Kaimei, un club que se dedica a solucionar cualquier problema que plantee el consejo estudiantil para la mejora general de la vida de los estudiantes. Sus integrantes son Himeko, una exdelincuente con una debilidad por las cosas lindas y gusto por comidas extrañas; Switch, un inteligente otaku que solo habla a través de softwares para la voz y Bossun, el líder atípico de este grupo de lunáticos, con el increíble poder de concentrarse muchísimo.

## Personajes

### Principales
Yūsuke Fujisaki (藤崎佑助 Fujisaki Yūsuke?)
Voz por: Hiroyuki Yoshino
Más conocido como Bossun (ボッスン?), es el líder del club, usa un gorro rojo de popman (un superhéroe de televisión). Su capacidad de concentración es muy elevada, "activándose" cuando este se coloca sus gafas, generalmente es muy infantil y un tontito bastante simpático, pero cuando es necesario es bastante maduro. Su accesorio es un tirachinas, posee una técnica final llamada "Fujisaki Valencia". Más tarde se descubre que en realidad fue adoptado por la amiga de sus padres, a la muerte de estos, además tiene un hermano gemelo. Por lo general se le da bien hacer casi todo lo que le encargan: hacer figuritas de origamis en 3D, construir casetas para pájaros, dibujar, resolver los enigmas de Enigman, incluso aprendió a tocar el bajo en unos pocos días.
Hime Onizuka (鬼塚一愛 Onizuka Hime?)
Voz por: Ryōko Shiraishi
Más conocida como Himeko (ヒメコ?), es una joven rídiculamente fuerte, al inicio su "arma" es un palo de hockey llamado Cyclone, después este se rompe y lo cambia por Kunpumaru. Gracias a su pasado como una delincuente Himeko se convierte en una leyenda, la temida Onihime ("princesa demonio"). Cuando llegó al Kaimei era bastante cerrada y no tenía ninguna intención de hacer amigos, debido a un suceso en su escuela anterior, pero después de que Chiaki comenzase a acercarse a ella también lo hizo Bossun y empezó a abrirse más. Con el tiempo nos podemos dar cuenta que está interesada en Bossun. 
Kazuyoshi Usui (笛吹和義 Usui Kazuyoshi?)
Voz por: Tomokazu Sugita
Más conocido como Switch (スイッチ Suicchi?), es un joven otaku que solamente habla por medio de una computadora. Su habilidad es la recolección de datos, acompañado de una gran capacidad para construir planes un poco rebuscados. No mucho antes de comenzar con el Sket-dan aún hablaba normalmente. Debido a un "accidente" su hermano pequeño murió y Switch se sintió culpable por ello, así que cambió su apariencia añadiendo las gafas y usando el programa de modulación de voz que su hermano pequeño creó para él, además de parecerse físicamente a este.